# Adam Nemec
Adam Nemec (* 2. září 1985, Banská Bystrica, Československo) je slovenský fotbalový útočník a reprezentant, který v současnosti působí v klubu FC Dinamo București.
Mimo Slovensko působil na klubové úrovni v Belgii, Německu, USA, Nizozemsku a Rumunsku.

Jeho otcem je bývalý československý fotbalový reprezentant a pozdější trenér Milan Nemec.

## Klubová kariéra
Nemec hrál ve slovenských a německých klubech. Začínal ve slovenském klubu MFK Žarnovica, ve slovenské lize debutoval v dresu ZTS Dubnica v 17 letech.

### MŠK Žilina
V roce 2004 přestoupil do MŠK Žilina. V podzimní části sezóny 2006/07 Corgoň ligy byl první v tabulce střelců, v jarní části však nastupoval pouze sporadicky a o primát nejlepšího střelce ligy ho připravil Tomáš Oravec (který vstřelil celkem 16 gólů). Nemec nakonec skončil se 14 góly na dělené třetí příčce.

### FC Erzgebirge Aue
Sezónu 2007/08 strávil na hostování v německém druholigovém klubu FC Erzgebirge Aue. Tou dobou o něj projevil zájem jiný německý druholigový klub FC St. Pauli, ale po skončení hostování ho Žilina prodala za 900 000 eur do belgického Genku.
V Aue Nemec nastřílel 10 ligových gólů, k nimž přidal 7 gólových asistencí, ale klub i tak obsadil se šestibodovým odstupem 16. místo z osmnácti, což znamenalo sestup do nižší soutěže. O služby Adama Nemce měly zájem i další německé kluby 1. FSV Mainz 05 a FC Energie Cottbus.

### KRC Genk
V sezóně 2008/09 tedy působil v Belgii v klubu KRC Genk. Podepsal kontrakt na 4 roky, ale vydržel zde pouze tuto jednu sezónu. Během ní získal s Genkem belgický fotbalový pohár.

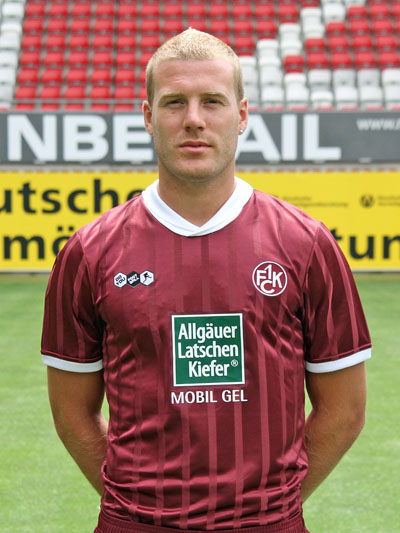
Adam Nemec v dresu 1. FC Kaiserslautern (2010)

### 1. FC Kaiserslautern
V červenci 2009 proběhla rokování o přestupu do skotského celku Heart of Midlothian (zájem měly ještě další dva kluby), nicméně z přestupu sešlo. 28. července se Nemec upsal na tři roky německému 1. FC Kaiserslautern. S ním zažil ve své první sezóně 2009/10 postup do 1. německé Bundesligy.

### FC Ingolstadt 04
27. ledna 2012 se Nemec připojil do konce sezóny k německému týmu FC Ingolstadt 04.

### 1. FC Union Berlin
24. července 2012 podepsal dvouletou smlouvu s německým týmem 1. FC Union Berlin. 15. března 2013 vstřelil v 81. minutě vítězný gól proti hostujícímu FC St. Pauli, zápas skončil vítězstvím Unionu Berlín 4:2. 19. srpna 2013 zařídil svými 2 brankami vítězství 2:1 nad Fortunou Düsseldorf. Začátkem listopadu 2014 byl pro porušení pracovních povinností (absence na zápase) přeřazen do rezervního týmu.

### New York City FC
V lednu 2015 se dohodl na ukončení smlouvy s 1. FC Union Berlin a odešel do amerického klubu New York City FC hrajícího Major League Soccer.

### Willem II
V americké MLS se příliš neprosadil. V srpnu 2015 se dohodl na roční smlouvě s nizozemským klubem Willem II Tilburg.

### FC Dinamo București
V létě 2016 trénoval na Slovensku s mužstvem FK Pohronie. Začátkem září 2016 přestoupil jako volný hráč (zadarmo) do rumunského klubu FC Dinamo București. V květnu 2017 zařídil dvěma brankami výhru Dinama 2:0 nad ACS Poli Timișoara ve finále Cupa Ligii (rumunský ligový pohár).

## Reprezentační kariéra
Reprezentační kariéru v A-mužstvu Slovenska načal v roce 2006, když debutoval 10. prosince v přátelském zápase v Abú Zabí proti domácí reprezentaci Spojených arabských emirátů. Nemec odehrál kompletní zápas, který skončil vítězstvím hostujícího Slovenska 2:1. Na svůj druhý zápas v reprezentačním dresu si musel počkat až do 9. února 2011, kdy nastoupil na stadionu Josy Barthela v základní sestavě do přátelského utkání proti domácímu Lucembursku (Slovensko prohrálo 1:2). V březnu 2013 figuroval v širší nominaci slovenského národního týmu pro kvalifikační zápas s Litvou (22. března) a přátelské utkání se Švédskem (26. března, oba zápasy měly dějiště v Žilině na stadiónu Pod Dubňom). Do žádného zápasu však nezasáhl. Další příležitost mu dal až nový reprezentační trenér Slovenska Ján Kozák 14. srpna 2013 během přátelského utkání s domácím Rumunskem, kdy jej poslal do druhého poločasu. Slovensko remizovalo se svým soupeřem 1:1. Nastoupil poté v odvetném kvalifikačním zápase s Bosnou a Hercegovinou 10. září 2013 v Žilině, kde Slovensko podlehlo svému balkánskému soupeři 1:2 a ztratilo naději alespoň na baráž o Mistrovství světa 2014 v Brazílii.
Ve třetím kole kvalifikace na EURO 2016 12. října 2014 proti Bělorusku prodloužil v nastaveném čase hlavou dlouhý výkop brankáře Matúše Kozáčika na Stanislava Šestáka, který vstřelil branku na konečných 3:1. Slovensko získalo ze tří úvodních zápasů plný počet devíti bodů. Se slovenskou reprezentací slavil 12. října 2015 postup na EURO 2016 ve Francii (historicky první pro Slovensko od rozdělení Československa).

### EURO 2016
Trenér Ján Kozák jej vzal na EURO 2016 ve Francii. V prvním utkání nastoupil proti Walesu, Slovensko prohrálo 1:2. Ve druhém zápase proti Rusku byl u výhry 2:1 a v posledním zápase základní skupiny proti Anglii (remíza 0:0) nehrál. Slovenští fotbalisté skončili se 4 body na třetím místě tabulky, v osmifinále se představili proti reprezentaci Německa (porážka 0:3, Nemec nenastoupil), a s šampionátem se rozloučili.

### Reprezentační zápasy a góly
Zápasy Adama Nemce v A-mužstvu Slovenska
| Rok                | Zápasy | Góly |
| ------------------ | ------ | ---- |
| 2006               | 1      | 0    |
| 2011               | 1      | 0    |
| 2013               | 5      | 0    |
| 2014               | 7      | 2    |
| 2015               | 5      | 2    |
| 2016               | 8      | 4    |
| 2015               | 3      | 2    |
| Celkem             | 30     | 10   |
| Platí k 5. 9. 2017 |        |      |

Góly Adama Nemce v A-mužstvu Slovenska
| 010                | 4. 9. 2014   | Štadión pod Dubňom, Žilina, Slovensko        | Malta       | 01:00(43.)  | 1:0 | přátelský zápas          |
| 02                 | 15. 11. 2014 | Arena Filip II Makedonski, Skopje, Makedonie | Makedonie   | 00:20(38.)  | 0:2 | kvalifikace na EURO 2016 |
| 03                 | 27. 3. 2015  | Štadión pod Dubňom, Žilina, Slovensko        | Lucembursko | 01:0 0(10.) | 3:0 | kvalifikace na EURO 2016 |
| 04                 | 12. 10. 2015 | Stade Josy Barthel, Lucemburk, Lucembursko   | Lucembursko | 00:2 0(29.) | 2:4 | kvalifikace na EURO 2016 |
| 05                 | 27. 5. 2016  | ASKÖ Stadion, Wels, Rakousko                 | Gruzie      | 01:0 0(5.)  | 3:1 | přátelský zápas          |
| 06                 | 27. 5. 2016  | ASKÖ Stadion, Wels, Rakousko                 | Gruzie      | 02:0 0(57.) | 3:1 | přátelský zápas          |
| 07                 | 11. 10. 2016 | City Arena Trnava, Trnava, Slovensko         | Skotsko     | 03:0 0(68.) | 3:0 | kvalifikace na MS 2018   |
| 08                 | 11. 11. 2016 | City Arena Trnava, Trnava, Slovensko         | Litva       | 01:0 0(12.) | 4:0 | kvalifikace na MS 2018   |
| 09                 | 26. 3. 2017  | Národní stadion Ta' Qali, Ta' Qali, Malta    | Malta       | 01:3 0(84.) | 1:3 | kvalifikace na MS 2018   |
| 10                 | 1. 9. 2017   | City Arena Trnava, Trnava, Slovensko         | Slovinsko   | 01:0 0(81.) | 1:0 | kvalifikace na MS 2018   |
| Platí k 5. 9. 2017 |              |                                              |             |             |     |                          |